# Very low-density lipoprotein
Very low-density lipoprotein eller VLDL är ett lipoprotein som sätts ihop i levern från kolesterol och apolipoproteiner. Det omvandlas i blodet till lipoprotein med högre densitet, LDL. VLDL-partiklar har en diameter på 30-80 nm. VLDL transporterar endogena produkter medan kylomikroner transporterar exogena produkter (från kosten).